# Småtjärnarna (Lidens socken, Medelpad, 695858-155178)
Småtjärnarna är en sjö i Sundsvalls kommun i Medelpad och ingår i Indalsälvens huvudavrinningsområde.